# Tasiocera minima
Tasiocera minima är en tvåvingeart som beskrevs av Mendl 1974. Tasiocera minima ingår i släktet Tasiocera och familjen småharkrankar. Inga underarter finns listade i Catalogue of Life.